# Mettingen
Mettingen er en tysk landsby lokaliseret nordvest i delstaten Nordrhein-Westfalen. Landsbyen har 12.277 indbyggere.

## Eksterne links
- Wikimedia Commons har flere filer relateret til Mettingen